# 克雷格·蒙迪
克雷格·詹姆士·蒙迪（英語：Craig James Mundie，1949年7月1日—），生於美國俄亥俄州克里夫蘭，微軟公司前首席研發策略長。

## 生平
2008年，比爾·蓋茲退休時，任命克雷格·蒙迪擔任研發策略長，監督微軟公司的研發及長期科技策略，雷·奧兹擔任軟體架構長。
2012年12月24日，微軟公司宣布，克雷格·蒙迪轉任微軟執行長史蒂夫·巴爾默特別顧問，並將於2014年退休。研發策略長由魯德（Eric Rudder）接任。